# リトル・ドラマー・ガール (映画)
『リトル・ドラマー・ガール』（The Little Drummer Girl）は1984年のアメリカ合衆国のスパイ映画。
監督はジョージ・ロイ・ヒル、出演はダイアン・キートンとヨルゴ・ヴォヤギスなど。
原作はジョン・ル・カレの1983年の同名スパイ小説。
イスラエル諜報部員と知り合ったイギリスの舞台女優がパレスチナとイスラエルの争いに巻き込まれてスパイに仕立てられていく姿を描いている。
同じ原作の映像化作品にはイギリスBBCによる2018年のテレビミニシリーズ『リトル・ドラマー・ガール 愛を演じるスパイ』（監督：パク・チャヌク、主演：フローレンス・ピュー）がある。

## キャスト
- チャーリー: ダイアン・キートン（吹替：榊原良子）
- ジョセフ: ヨルゴ・ヴォヤギス（英語版）
- カーツ: クラウス・キンスキー
- カリル: サミー・フレイ
- タヤ将軍: マイケル・クリストファー
- リトヴァク: イーライ・ダンカー
- 女性議長: アンナ・マッセイ（英語版）
- 警官: デヴィッド・コーンウェル（原作者ジョン・ル・カレが本名でカメオ出演）[2]
- アル: ビル・ナイ
- カトリン: ダナ・ウィーラー＝ニコルソン（英語版）
- メスターバイン: デヴィッド・スーシェ

## 製作
主人公チャーリーのモデルは原作者ジョン・ル・カレの異母妹で女優のシャーロット・コーンウェルで、ル・カレは映画化にあたり、妹をチャーリー役に起用することを希望していたが、確実に集客が見込めるダイアン・キートンが起用されたことに落胆した。キートンの起用により、原作では20代のイングランド人女性という設定が30代のアメリカ人女性に変更された。

## 作品の評価
ニューヨーク・タイムズの映画評論家ヴィンセント・キャンビーは、2時間を少し超える尺では物語や登場人物を描くのに充分ではなく、テレビミニシリーズにした方が良かったのではないかとし、「詰め込みすぎ（overstuffed）のプロット」や「退屈（bore）」などと評している。
ピープル誌は、原作の良さを壊しているとして、脚本や演出、主演のダイアン・キートンの演技を酷評している。
その一方で、ワシントン・ポストの映画評論家（当時）ポール・アタナシオは、監督の仕事ぶりを「魅惑の脱出マジック名人（enchanted escape artist）」にたとえて賞賛している。
allcinemaは、キートンの演技については高く評価しているものの、映画自体はテンポが悪いとしている。
Rotten Tomatoesによれば、7件の評論のうち高評価は71%にあたる5件で、平均点は10点満点中5.71点となっている。